# Milan Trninić
Milan Trninić (Bihać, 10. studenoga 1988.) je bosanskohercegovački kazališni i televizijski glumac i IT stručnjak.

## Životopis
Nakon završetka Akademije nastupa u kazalištu u djelima poznatih pisaca. Televizijska karijera počinje u seriji To toplo ljeto  (2008.). Milan je diplomirao na poslijediplomskom studiju na Akademiji umjetnosti u Banja Luci, gdje je stekao titulu magistra dramske audio i vizualne umjetnosti. Magistarski rad izlaže na prestižnom sveučilištu u Reimsu u Francuskoj .

## Uloge
- "To toplo ljeto" kao Dragan (2008.)[4]
- "BL extreme" Suad (2009.)

### Voditelj
- Ljetni talas, 2006.g. i 2007.g. ATV,
- Kvizolog televizija RTRS,Banja Luka, 2009.
- Svijet brzine televizija RTRS,Banja Luka, 2015.

## Zanimljivosti
Milan Trninić je također kreirao popularnu aplikaciju za Firefox i Chrome - Night Shift Pro.

## Vanjske poveznice
- Milan Trninic u internetskoj bazi filmova IMDb-u (engl.)